# Buxtehude
 Ikke at forveksle med Dieterich Buxtehude.
Buxtehude er en by i Landkreis Stade i den tyske delstat Niedersachsen. Byen ligger i Metropolregion Hamburg i den sydlige ende af marskområdet Altes Land. Den ligger mellem Hamburgbydelen Neugraben-Fischbek og landkreisens administrationsby Stade ved Bundesstraße 73. Med omkring 40.000 indbyggere er Buxtehude den næststørste by i Landkreis Stade.
Buxtehude ligger ved grænsen mellem Stader Geest, Lüneburger Heide og Altes Land. Nord for banelinjen er byområdet fladt marskland, de sydlige bydele på den højere gest. Her i bydelen Neukloster er der en seværdig skov med et vekslende uberørt landskab og tre store møllediger. Fra syd mod nord blive byområdet gennemstrømmet af floden Este, der her har en bredde af tre til fem meter. Midtbyens geografiske højde er cirka 5 meter over havet, som dog ændrer sig i bestemte områder i moseområdet, der sågar ligger flere cm. under normalhøjden og optil 51 meter over havet, bakken Bullenberg. På Bullenberg befinder der sig et vandtårn.

## Historie
Buxtehude fik stadsrettigheder i 1272 og tilhørte fra 1379 hanseforbundet.
Byen blev erobret i 1632 af den svenske Åke Tott og der efter belejret forgæves ved Pappenheim. Dens forsvar blev forstærket af Leslie, men byen blev senere evakueret af svenskerne. Den blev genvundet i 1645 af Konigsmarck, derefter yderligere befæstet i 1647. I 1648 kom Buxtehude ved Den Westfalske Fred under Sverige. I 1657 blev byen indtaget af den dansk marskalk Anders Bille, men blev hurtigt generobret af Ascheberg. Efter freden i 1660 blev befæstningerne styrket igen, men i 1675 faldt Buxtehude efter kun fire dages belejring i de allieredes hænder. I 1680 blev det besluttet at opgive forsvarsværkerne, men i 1700 begyndte svenskerne på Erik Dahlberghs råd at sætte dem i stand igen. Buxtehude blev i 1712 atter indtaget af danskere, og 1719 afstod Sverige byen til Kurfyrstendømmet Hannover.
I 1890 havde byen 3.453 indbyggere. År 1900 havde byen 3.654 indbyggere. I 1910 havde byen 3.785 indbyggere, en amtsret og et handelskammer, industri indenfor læder, farve, sæbe og øl samt handel med kvægavlsprodukter fra den på græsgange rige omegn; den stod i skibsforbindelse med Hamborg ad Elbens biflod Este. Byen lå ved jernbanen mellem Harburg og Cuxhaven.

## Haren og pindsvinet
Brødrene Grimms eventyr om haren og pindsvinet foregår på en mark uden for byen Buxtehude, hvilket har ledt til, at hele bybilledet i Buxtehude centrum og gågader er præget af statuer og figurer af harer og pindsvin. I Buxtehude er der både butikker, som har navne, der hentyder til eventyret, samt figurer af harer og pindsvin, såvel som offentlige statuer, som viser harer og pindsvin.

## Der Buxtehuder Bulle
I buxtehude uddeles hvert år en bogpris til den bedste ungdomsbog kaldet Der Buxtehuder Bulle(Dansk: Buxtehude tyren). Bogprisen er en af de ældste og vigtigste bogprisuddelinger i Tyskland, hvor bøger, som enten er skrevet på tysk eller oversat til tysk, kåres. Bogprisen præger en af Buxtehudes hovedgader, fra Bahnhofstraße til Altkloster, hvor der er messingplader gravet ned i fortovet med navnet på vinderen af bogprisen samt årstallet, hvor forfatteren vandt prisen. På pladen er et billede af en tyr grundet navnet "Buxtehuder Bulle". Formålet med prisen er, at få unge læsere til at interessere sig i litteratur og læsning.
Jurien består af elleve unge læsere i alderen 14-17 samt elleve voksne. Jurien bliver hvert år lavet på ny, så der hvert år er nye medlemmer.

## Trafik
Buxtehudes togstation, Bahnhof Buxtehude, er en del af Hamborgs S-Bahn-netværk, hvilket vil sige, at der regelmæssigt går tog mellem Buxtehude og Hamborg. Derudover er kører Metronom tog også fra Buxtehude mod Cuxhaven såvel som Hamborg. Uden for Buxtehude bliver motorvejen A26 bygget. Motorvejen går fra byen Stade og vil blive forbundet med A7 ved Hamborg, altså motorvejen, som er den tyske forlængelse af E45. Den nuværende vej til Hamborg fra Buxtehude er ved at køre over B73, som delvist går gennem et landområde inden det når forstæder og satellitbyer til Hamborg som Neu Wulmstorf og Neugraben og så på A7 motorvejen eller gennem Hamburg-Harburg og så på motorvejen derfra. Alternativt kan man køre til Finkenwerder og parkere bilen og derefter tage færgen til Hamborg, hvor færgebilletten også giver adgang til at køre med offentlig transport i Hamborg.